# スパイダー (パルプ誌)
スパイダー(The Spider)は、1930年代から1940年代に人気を博したアメリカ合衆国のパルプ・マガジンのタイトル、およびそれに登場するヒーローの名前。
1933年から1943年にかけて118号がポピュラー・パブリケーションズ社(Popular Publications)から刊行された。またそれ以外にもう1号、「Slaughter Incorporated」というタイトルが私家版として刊行されている。
スパイダーのストーリーは、最初の1ページから最後のページで覆面を剥ぎ取られたヴィラン（悪漢）が死ぬまでフルスピードで疾走し、無駄なスペースが一切無いとされることが多い。また表紙に記された煽りは「漢の中の漢（Master of Men）」であった。

## 先行作品
1926年から1928年にかけてR・T・M・スコット(R.T.M. Scott)は、スパイダーのモデルとも言うべき作品「シークレットサービス・スミス（Secret Service Smith）」ものを4編書いている。
- 「シークレットサービス・スミス」
- 「ブラック・マジシャン(The Black Magician)」
- 「アンの犯罪(Ann’s Crime)
- 「探偵オーレリウス・スミス(Aurelius Smith: Detective)」

最初の三冊は長編で、最期は12編のスミスものを集めた短編集である。他に、パルプ・マガジンに発表されたきり、単行本に収載されていない話も存在する。
ウェントワースに対するラム・シンと同じように、スミスには、長いナイフを使う誠実なインド人でスミスを「旦那さま!（Han sahib!）」と呼ぶ召使ランガ・ドゥーン（Langa Doonh）が仕えている。

## 書誌情報
スパイダーは、ストリート＆スミス・パブリケーションズ社(Street and Smith Publications)の人気タイトル「シャドー(Shadow)」に対抗するため、R・T・M・スコットによってつくられた、謎めいた（しかしコスチュームを着込んでいない）復讐者である。
2号の後、シリーズはノーベル・ペイジ(Norvell Page)に手渡され、彼はグラント・ストックブリッジ(Grant Stockbridge)のハウスネームで以降の作品を執筆した。
ペイジによる大きな変化は、ラム・シンというぶっきらぼうで大げさなシーク教徒を参加させ、謎のキャラクターだったスパイダーに『公の』ペルソナを与えたことだった。
ウェントワースが使う偽の外見は、スローチハット（つば広のソフト帽）をかぶり、その下には乱れた蓬髪、鉤鼻、ぼうぼうの眉毛、牙のような乱杭歯といった顔を持ち、極端な猫背といういささか怪物めいた姿である。
おそらくこういった外見は、1921年にハロルド・ロイドの「ドクター・ジャック」(Dr Jack、1922年)やジョン・バリモア(John Barrymore)の演じたハイド氏（「狂へる悪魔（ジキル博士とハイド氏）」、ジョン・S・ロバートソン監督、1920年）、ロン・チェイニー(Lon Chaney)の演じた「ロンドン・アフター・ミッドナイト」(London After Midnight、トッド・ブラウニング監督、1929年)の吸血鬼からコピーされたものと思われる。
このキャラクターをウェントワースはよく用い、「地獄の城砦(The Citadel of Hell)」では路上バイオリン弾きチトー・カリーピ(Tito Caliepi)として敵から逃走するのに役立てた。
他の別名としてリンピー・マギー(Limpy Magee)がある。これは裏社会に潜入してゴシップを収集するために多用される、足の悪い小さな店のあるじというペルソナである。
表紙画のほとんどには、外套とスローチハット、ローン・レンジャーのマスクに似た黒いドミノ・マスクをつけたスパイダーの姿が描かれている。ただし初期に書かれた数作では、ウェントワースが『吸血鬼のような(vampiric)』衣装を作成する前だったためか、眼の部分に穴の開いたカーテン状のフルフェイス・マスクを使用している。
ミステリーとしての体裁にこだわったシャドーと異なり、ウェントワースはパルプ史上でも悪名高い下劣でサディスティックなヴィラン（悪役）たちと狂騒的な戦いを繰り広げた。スパイダーは、莫大なパルプ小説のなかでおそらく最も暴力的なシリーズであるにもかかわらず、そういった描写が皮肉にも逆に現代的な味わいを醸し出している。

## キャラクター

### スパイダー
“スパイダー（蜘蛛）”は、冷酷なヴィジランテ（自警団員）である。彼は犯罪者を処刑し、死体の額に真紅の蜘蛛の印を残すためにスパイダーと呼ばれる。この蜘蛛の印は、あたかも犠牲者の額にしたたった一滴の血のしずくのように見え、この印は警察などの危険がすぐそこまで迫っていたとしても、省かれることはない。
リチャード・ウェントワース（Richard Wentworth）は第一次世界大戦で名声を得た富豪でありアマチュア探偵で、ペントハウスに住んでいる。ウェントワース自身は様々な迷いや恐怖を持ち合わせた人物であるが、ひとたびスパイダーとなれば恐れを知らず情け容赦のない二丁拳銃のクライムファイター（＝犯罪者退治専門のヒーロー）となる。
スパイダーは二丁の45口径オートマチック以外に、さまざまな隠し武器（中空の靴底に隠した無音式エア・ピストル、剣を仕込んだステッキなど）を用いた。また、鉛筆ほどの太さで重さが数百ポンドしかない細くて丈夫なナイロン製ロープのコイルを携帯しており、彼は自らこれを「ウェブ」と呼んでいる。

### 協力者
ウェントワースは、フィアンセのニタ・ヴァン・スローン（Nita Van Sloan）にいくども助けられている。彼女は、ウェントワースの最も致命的な冒険においても大きな位置を占め、ウェントワースがスパイダーとして活動できないときには、スパイダーを装って戦うことさえした。彼女とウェントワースは深く愛しあっていたが、超犯罪者たちがアメリカに忍び寄り、何千もの無辜の民の生命が危機に瀕している間には結婚することなど出来ようもないことをお互いに悟っていた。
ブラウンリー教授（Professor Brownlee）は発明家で、戦争中の彼のエピソードは初期のストーリー中に何度かフィーチャーされている。ブラウンリー教授の息子も、その後何度か登場している。スパイダーのシンボルである蜘蛛のスタンプは、ブラウンリー教授によって作られた特殊ライターに仕込まれている。
インド人の従者ラム・シン(Ram Singh)は、ナイフ投げの名手である。ウェントワースを「ご主人様」と呼び、彼が知る最も偉大な戦士であるウェントワースに喜びをもって仕えている。
誠実な運転手ジャクソンは、第一次世界大戦以降ずっとウェントワースに仕えており、しばしば彼を「少佐」と呼ぶ。ジャクソンは、スパイダーと裏社会との戦いに大変貢献したが、「苦痛皇帝(Pain Emporer)」という作品で、ウェントワースを警察の追跡からかばうため、自分こそスパイダーであると装って死亡した。しかし後に路線変更があったらしく、「Reign of the Death Fiddler」という作品でウェントワースを窮地から救うために再登場している。瀕死の重傷を負ったジャクソンはラム・シンによって助け出され、秘密の隠れ家で養生していたのだが、それをウェントワース（および読者）に教えるものは誰一人としていなかった。
ジェンキンス（Jenkyns）は、ウェントワース家に仕える初老の執事である。大金を持ち、ペントハウスに住むウェントワースにとって、執事の存在は（当時の社会では）必須のものと見なされていた。
ジェンキンスとラム・シン、ジャクソンの3人は入れ替わり立ち代りスパイダーの戦いを助けた。
ウェントワースの友人である警察本部長スタンリー・カークパトリックは、ウェントワースがスパイダーの正体だと思っているものの、それを証明することはできていない。カークパトリックと同様に、多くの殺人の罪でスパイダーを追っている警察官たちは、スパイダーがしばしば都市を救っていることを認めており私的には感謝しているものの、公式にはウェントワースがスパイダーであるという証拠を見つけ次第、彼を逮捕しなければならない立場にいる。
「Reign of the Death Fiddler」の中でカークパトリックは、彼がなにより嫌いな政治の世界に引きずり込まれることになり、捜査の一線から退くこととなった。警察本部長の職はフリン(Flynn)に引き継がれた。

## 映画
スパイダーには2本の映画が作られている。
- The Spider’s Web (1938)
- The Spider Returns (1941)

映画は、コロンビア・ピクチャーズによって製作された15章立てのクリフハンガー・サスペンスで、リチャード・ウェントワース役をウォーレン・ハル(Warren Hull)が演じた。
映画のなかのスパイダーは、蜘蛛の巣模様の入った黒い外套と頭をすっぱり覆うフードを被っている。これは現在のスパイダーマンのコスチュームというよりも、パルプ・マガジンに登場するモンスターのイメージが活かされたものになっている。
「The Spider's Web」はパルプ・マガジンとそれぞれのキャラクターのイメージをよく出しているとされたが、ファンは「The Spider Returns」の出来には極めて失望した。あるシーンでは、活劇の背後で2人の子供がせっせっせ（patta-cake、お互いの手のひらをリズミカルに叩き合う遊戯）をしていたりするためである。
これらの作品は、ホームビデオとしてのリリースは行われていない。

## Adaptations・適合
パルプ・マガジン「スパイダー」は1990年代にペーパーバックとマガジン形式の両方で再版されている。
バークレー社(Berkeley)が1970年代初頭に118話を4巻にまとめた再版を試みたが、売上が思わしくなく、4巻はついに刊行されなかった。
Girasol社のような小さな出版社から（限られた範囲ではあるが）原作の再版がリリースされている。
1990年代、エクリプス・コミックス社(Eclipse Comics)からの刊行されたコミック誌では、ティモシー・トルーマン(Timothy Truman)によってキャラクターの解釈が再設定され、ウォールド・ニュートン・ファミリー（en:Wold Newton Family）の一部であるとされた。
スパイダーの帰還は、リー・フォーク(Lee Falk)の有名なパルプヒーロー「ファントム(The Phantom)」(初出：ファントム・ディテクティブ誌)で知られた小さな独立系出版社ムーンストーン・ブックス社(Moonstone Books)の短編コレクションで実現した。